# Bakemonogatari
Autre
Bakemonogatari (化物語, un mot-valise entre « monstre » — 化物 bakemono — et « histoire » — 物語 monogatari —) est un light novel japonais écrit par Nishio Ishin et illustré par le taïwanais Vofan ; la série est publiée par Kōdansha sous le label Kodansha Box (en). Il s'agit de la première œuvre de la série Monogatari.
Le roman est adapté par le studio d'animation Shaft en un anime de douze épisodes qui ont été diffusés entre le 3 juillet 2009 et le 25 septembre 2009.
Une adaptation en manga dessinée par Oh! Great est prépubliée dans le Weekly Shōnen Magazine entre le 14 mars 2018 et le 15 mars 2023 et compilé en un total de 22 volumes reliés. La version française est éditée par Pika Édition.

## Synopsis
L'histoire de Bakemonogatari est centrée sur le personnage de Koyomi Araragi, un lycéen de terminale qui a été attaqué par un vampire (puis guéri) peu avant le début de l'histoire. Celui-ci rencontre d'autres personnages atteints de maux paranormaux divers et leur vient en aide.

## Personnages
Koyomi Araragi (阿良々木 暦, Araragi Koyomi)
Voix japonaise : Hiroshi Kamiya
Koyomi, le personnage principal de l'histoire, est un élève en troisième année de lycée qui échoue dans toutes les matières, sauf en mathématiques. Peu de temps avant le début du roman, il a été attaqué par un vampire pendant la « Golden Week » et il est lui-même devenu un vampire. Même si Meme Oshino l'a aidé à redevenir un humain, il y a encore des effets secondaires : il peut voir dans le noir mais surtout il a gardé ses incroyables capacités de régénération (son corps soignera ses organes ou blessures même les plus graves peu importe la cause), il est donc quasiment impossible de le tuer.
Hitagi Senjōgahara (戦場ヶ原 ひたぎ, Senjōgahara Hitagi)
Voix japonaise : Chiwa Saitō
Hitagi, le personnage principal de Hitagi Crab, est une jeune fille d'apparence faible, atteinte d'une « maladie incurable ». Elle est dans la même classe que Koyomi, mais celui-ci ne l'a encore jamais entendu parler. À la suite de sa rencontre avec un mystérieux crabe quand elle était en première année de lycée, elle a perdu tout son poids. Après cela, elle a évité tout contact humain, de peur que quelqu'un ne découvre son secret.
Mayoi Hachikuji (八九寺 真宵, Hachikuji Mayoi)
Voix japonaise : Emiri Katō
Mayoi, le personnage principal de Mayoi Snail, est en cinquième année à l'école primaire. Elle porte toujours un énorme sac-à-dos. Koyomi la rencontre dans un parc, le jour de la fête des mères et lui propose de l'aider à retrouver la maison de sa mère. Elle lui révèle plus tard que, à cause d'un escargot, ils ne pourront jamais atteindre leur destination et seront toujours perdus. Elle fait de nombreuses erreurs de prononciation et bégaie en particulier quand elle prononce le nom de famille de Koyomi.
Suruga Kanbaru (神原 駿河, Kanbaru Suruga)
Voix japonaise : Miyuki Sawashiro
Suruga, le personnage principal de Suruga Monkey, est élève en deuxième année de lycée. C'est l'as de l'équipe de basketball du lycée et elle connait Hitagi depuis l'époque du collège. Dès qu'elle est entrée au lycée, elle a découvert le secret de Hitagi et cette dernière l'a menacée pour qu'elle ne le révèle pas, comme elle menacera ensuite Koyomi.
Nadeko Sengoku (千石 撫子, Sengoku Nadeko)
Voix japonaise : Kana Hanazawa
Nadeko, le personnage principal de Nadeko Snake, était l'amie de Tsukihi, la sœur de Koyomi, à l'école primaire. Elle porte une frange qui lui couvre les yeux et est plutôt timide. Koyomi jouait beaucoup avec elle lorsqu'elle était invitée chez lui par ses sœurs. Elle a été maudite par une camarade de classe et était sur le point de mourir quand Koyomi lui a offert son aide.
Tsubasa Hanekawa (羽川 翼, Hanekawa Tsubasa)
Voix japonaise : Yui Horie
Tsubasa, le personnage principal de Tsubasa Cat, est dans la même classe que Koyomi, dont elle est la présidente. Avant que le roman ne commence, elle a été possédée par un bakeneko pendant la Golden Week, en raison de sa situation familiale stressante. Même si le problème s'est depuis résolu avec l'aide de Shinobu, il a de nouveau émergé juste avant le festival de l'école, en raison d'un autre stress.

## Light novel
La série a commencé sous la forme d'histoires courtes écrites par Nishio Ishin pour le magazine Mephisto. Plus tard, de nouvelles histoires ont été créées et elles ont été regroupées avec les anciennes déjà publiées pour finalement former deux tomes publiés par Kōdansha le 1er novembre 2006 et le 1er décembre 2006. Le premier volume contient trois histoires intitulés Hitagi Crab (ひたぎクラブ, Hitagi Kurabu), Mayoi Snail (まよいマイマイ, Mayoi Maimai) et Suruga Monkey (するがモンキー, Suruga Monkī). Le second volume contient les nouvelles histoires intitulées Nadeko Snake (なでこスネイク, Nadeko Suneiku) et Tsubasa Cat (つばさキャット, Tsubasa Kyatto).

## Anime
L'anime compte douze épisodes diffusés entre le 3 juillet 2009 et le 25 septembre 2009. La production est assurée par le studio d'animation Shaft et est dirigée par Akiyuki Shinbo, lequel avait émis son intention de faire au total quinze épisodes, mais les trois derniers épisodes n'ont pas été diffusés à la télévision. Ces derniers sont diffusés en streaming gratuit sur le site officiel de l'anime.. Le premier épisode supplémentaire est sorti le 3 novembre 2009 sur le site officiel. Le second épisode est sorti le 23 février 2010 et le dernier le 25 juin 2010,.
Dans les pays francophones, la série est licenciée par Dybex,.

### Génériques
Les génériques de début ont été écrits par Megumi Hinata et composés par Satoru Kousaki avec la voix des héroïnes de chaque chapitre.
Le générique de fin de la série, intitulé Kimi no Shiranai Monogatari (君の知らない物語, litt. « L'histoire que tu ne connais pas ») a été produit par Supercell et est sorti en single le 12 août 2009 avec la voix de Nagi, anciennement connue sous le nom de « Gazelle », une chanteuse provenant de Nico Nico Douga devenue professionnelle.
Génériques de début
1. staple stable - Chiwa Saitō (épisodes 1, 2, 12)
2. Kaerimichi (帰り道?) - Emiri Katō (épisode 3, 4, 5)
3. Ambivalent World - Miyuki Sawashiro (épisode 6, 7, 8)
4. Renai Circulation (恋愛サーキュレーション?) - Kana Hanazawa (épisode 9, 10)
5. sugar sweet nightmare - Yui Horie (épisode 11, 13, 14, 15)

Remarque: Dans les versions DVD et Blu-Ray, chaque épisode joue le générique de son personnage spécifique. Par exemple, les épisodes de l'histoire Hitagi Crab jouent tous le générique de début staple stable, les épisodes de l'histoire Mayoi Snail jouent le générique de début Kaerimichi, et ainsi de suite.
Générique de fin
1. Kimi no Shiranai Monogatari (君の知らない物語?, litt. « L'histoire que tu ne connais pas ») - Supercell

## Manga
L'adaptation en manga, dessinée par Oh! Great, est publiée à partir du 14 mars 2018 dans le magazine Weekly Shōnen Magazine. Le dernier chapitre est publié en 2023.
| no | Japonais         | Japonais                                | Français          | Français                                |
| no | Date de sortie   | ISBN                                    | Date de sortie    | ISBN                                    |
| -- | ---------------- | --------------------------------------- | ----------------- | --------------------------------------- |
| 1  | 15 juin 2018     | 978-4-06-511617-3 978-4-06-512056-9(SE) | 9 mai 2019        | 978-2-8116-4800-8 978-2-8116-4832-9(EL) |
| 2  | 17 août 2018     | 978-4-06-512333-1 978-4-06-512334-8(SE) | 3 juillet 2019    | 978-2-8116-4973-9                       |
| 3  | 16 novembre 2018 | 978-4-06-513313-2 978-4-06-513314-9(SE) | 11 septembre 2019 | 978-2-8116-5090-2                       |
| 4  | 17 janvier 2019  | 978-4-06-513938-7 978-4-06-513939-4(SE) | 6 novembre 2019   | 978-2-8116-5196-1 978-2-8116-5318-7(EL) |
| 5  | 17 avril 2019    | 978-4-06-514889-1 978-4-06-514890-7(SE) | 8 janvier 2020    | 978-2-8116-5381-1                       |
| 6  | 17 juillet 2019  | 978-4-06-515314-7 978-4-06-515315-4(SE) | 4 mars 2020       | 978-2-8116-5419-1                       |
| 7  | 17 octobre 2019  | 978-4-06-517166-0 978-4-06-517163-9(SE) | 10 juin 2020      | 978-2-8116-5562-4                       |
| 8  | 17 février 2020  | 978-4-06-518172-0 978-4-06-518173-7(SE) | 16 septembre 2020 | 978-2-8116-5730-7 978-2-8116-5741-3(EL) |
| 9  | 15 mai 2020      | 978-4-06-518853-8 978-4-06-518852-1(SE) | 4 novembre 2020   | 978-2-8116-5830-4                       |
| 10 | 17 août 2020     | 978-4-06-520334-7 978-4-06-520335-4(SE) | 3 mars 2021       | 978-2-8116-6281-3                       |
| 11 | 17 novembre 2020 | 978-4-06-521256-1 978-4-06-521257-8(SE) | 7 juillet 2021    | 978-2-8116-6377-3                       |
| 12 | 17 février 2021  | 978-4-06-522070-2 978-4-06-522071-9(SE) | 3 novembre 2021   | 978-2-8116-6574-6 978-2-8116-6640-8(EL) |
| 13 | 17 mai 2021      | 978-4-06-523142-5 978-4-06-523145-6(SE) | 2 mars 2022       | 978-2-8116-6791-7                       |
| 14 | 17 août 2021     | 978-4-06-524481-4 978-4-06-524501-9(SE) | 6 juillet 2022    | 978-2-8116-7068-9                       |
| 15 | 17 novembre 2021 | 978-4-06-526005-0 978-4-06-526004-3(SE) | 2 novembre 2022   | 978-2-8116-7169-3                       |
| 16 | 17 février 2022  | 978-4-06-526895-7 978-4-06-526898-8(SE) | 1er mars 2023     | 978-2-8116-7729-9                       |
| 17 | 17 mai 2022      | 978-4-06-527912-0 978-4-06-527919-9(SE) | 5 juillet 2023    | 978-2-8116-7992-7                       |
| 18 | 17 août 2022     | 978-4-06-528659-3 978-4-06-528660-9(SE) | 15 novembre 2023  | 978-2-8116-7993-4                       |
| 19 | 17 novembre 2022 | 978-4-06-529635-6 978-4-06-529634-9(SE) | 6 mars 2024       | 978-2-8116-8771-7                       |
| 20 | 17 janvier 2023  | 978-4-06-530347-4 978-4-06-530340-5(SE) |                   |                                         |
| 21 | 16 mars 2023     | 978-4-06-530921-6 978-4-06-530928-5(SE) |                   |                                         |
| 22 | 17 mai 2023      | 978-4-06-531575-0 978-4-06-531569-9(SE) |                   |                                         |

### Kōdansha
1. 1 2  Tome 1.
2. 1 2  Tome 2.
3. 1 2  Tome 3.
4. 1 2  Tome 4.
5. 1 2  Tome 5.
6. 1 2  Tome 6.
7. 1 2  Tome 7.
8. 1 2  Tome 8.
9. 1 2  Tome 9.
10. 1 2  Tome 10.
11. 1 2  Tome 11.
12. 1 2  Tome 12.
13. 1 2  Tome 13.
14. 1 2  Tome 14.
15. 1 2  Tome 15.
16. 1 2  Tome 16.
17. 1 2  Tome 17.
18. 1 2  Tome 18.
19. 1 2  Tome 19.
20. 1 2  Tome 20.
21. 1 2  Tome 21.
22. 1 2  Tome 22.

### Pika Édition
1. 1 2  Tome 1.
2. 1 2  Tome 2.
3. 1 2  Tome 3.
4. 1 2  Tome 4.
5. 1 2  Tome 5.
6. 1 2  Tome 6.
7. 1 2  Tome 7.
8. 1 2  Tome 8.
9. 1 2  Tome 9.
10. 1 2  Tome 10.
11. 1 2  Tome 11.
12. 1 2  Tome 12.
13. 1 2  Tome 13.
14. 1 2  Tome 14.
15. 1 2  Tome 15.
16. 1 2  Tome 16.
17. 1 2  Tome 17.
18. 1 2  Tome 18.
19. 1 2  Tome 19.